# Mördare utan ansikte
För andra betydelser, se Mördare utan ansikte (olika betydelser).
Mördare utan ansikte är en kriminalroman från 1991 av Henning Mankell. Romanen är den första av tolv om poliskommissarie Kurt Wallander.
Romanen har även filmatiserats 1995, en miniserie i fyra delar, med Per Berglund som regissör. Rolf Lassgård spelar Kurt Wallander.

## Handling
Det är vinter i Skåne. En bonde vaknar och ser från sitt fönster att allt inte är som det brukar. Han ser att fönstret i granngården är öppet. Han går dit och tittar in genom fönstret och får se sin granne Johannes Lövgren ligga på golvet med krossat ansikte. Hustrun Maria har en strypsnara runt halsen och hennes nattlinne är fullt av blod men hon lever. Innan Maria dör på sjukhuset, yttrar hon ordet "utlänning" som snabbt läcker ut i medierna. Utredningen leds av kommissarie Kurt Wallander vid Ystadspolisen som snart får anonyma hot per telefon. När stadens flyktingförläggning brinner och en somalisk flykting mördas, förstår han att den som hotat honom menar allvar.
Den 43-årige poliskommissarien Kurt Wallander är nyskild och har en snart vuxen dotter. Efter skilsmässan har han blivit alltmer ensam och börjat dricka lite för mycket. Wallander visar tydliga tecken på alkoholism och det får honom att göra en del dumma saker.